# Трекуанда
Трекуанда (італ. Trequanda) — муніципалітет в Італії, у регіоні Тоскана,  провінція Сієна.
Трекуанда розташована на відстані близько 160 км на північний захід від Рима, 75 км на південний схід від Флоренції, 32 км на південний схід від Сієни.
Населення — 1298 осіб (2014).

## Демографія
Населення за роками:

Станом на 1 січня 2023 року в муніципалітеті офіційно проживало 114 іноземців з 25 країн, серед них 57 громадян країн Євросоюзу та 4 громадяни України.

## Сусідні муніципалітети
- Ашано
- П'єнца
- Раполано-Терме
- Сан-Джованні-д'Ассо
- Сіналунга
- Торрита-ді-Сьєна